# Amselia heringi
Amselia heringi là một loài bướm đêm trong họ Crambidae.